# Зелений гай (заказник, Київ)
Зелений гай — ландшафтний заказник в Святошинському районі Києва, між вулицею Ореста Васкула та Берестейським проспектом. Площа — 2,89 га.

## Опис
Створено рішенням Київської міської ради № 3146/3187 від 04.11.2021 р.
Об'єкт знаходиться на території Святошинського району Києва і являє собою залишок дубово-соснового лісу. Межі об'єкта: північна — Вулиця Ореста Васкула, південна — Берестейський проспект, західна — по будинку № 49 Вулиця Ореста Васкула, східна по транспортній розв'язці.

## Природа
Являє собою залишок дубово-соснового лісу.
На території заказника збереглися старовікові деревостани з дуба черещатого із домішкою сосни звичайної. Сосни віком 80–100 років зростають групами по 3–5 екземплярів. Поряд з ними зростають дуби віком 80–90 років. Разом з ними зберігся окремий дуб-велет.
Значну цінність становить група поважного віку дерев липи серцелистої.
Усі дерева активно плодоносять та поновлюються, другий ярус деревостанів займають екземпляри клену гостролистого і 4 старих, діаметром 1,2 м, клени американські, які незвичайно галузяться.
З інших дерев на вказаній території зростають робінія звичайна та в'яз гладкий. У сквері висаджено різні екзотичні дерева: модрина, декоративна форма шовковиці, аличі. В червні сквер прикрашають квітки чубушника. В центрі об'єкта знаходяться дві альпійські гірки з ялівцем козацьким.
В трав'янистому ярусі зростають звичайні види міських парків, серед яких глуха кропива біла та глуха кропива плямиста, а також пшінка весняна.
На території заказника збереглися сухі дуплисті дерева, а також розміщено цілу низку шпаківень, що дають прихисток багатьом видам дикої фауни. На території скверу мешкають горобині птахи, що також охороняються Додатком ІІ до Бернської конвенції..